# Henricia tahia
Henricia tahia är en sjöstjärneart som beskrevs av McKnight 1973. Henricia tahia ingår i släktet Henricia och familjen krullsjöstjärnor. Inga underarter finns listade i Catalogue of Life.